# UFC 288
UFC 288: Sterling vs. Cejudo fue un evento de artes marciales mixtas producido por Ultimate Fighting Championship que tuvo lugar el 6 de mayo de 2023 en el Prudential Center en Newark, Nueva Jersey, Estados Unidos.

## Antecedentes
El evento marcó la novena visita de la promoción a Newark y la primera desde UFC on ESPN: Covington vs. Lawler en agosto de 2019.
El combate por el Campeonato de Peso Gallo de la UFC entre el actual campeón Aljamain Sterling y Henry Cejudo encabezó el evento.
Se esperaba que Zhalgas Zhumagulov y Nate Maness se enfrentaran en un combate de peso mosca en el evento. Sin embargo, Maness se retiró a principios de abril debido a una lesión y fue reemplazado por Rafael Estevam, quien originalmente estaba programado para pelear dos semanas antes en UFC Fight Night: Pavlovich vs. Blaydes antes de que una lesión se llevara también a su rival. A su vez, el combate se canceló un día antes del evento debido a que Estevam tuvo problemas con el peso.
Se esperaba combate de peso pluma entre Bryce Mitchell y Jonathan Pearce para este evento. Sin embargo, Pearce se vio obligado a retirarse del evento debido a una lesión. Fue sustituido por Movsar Evloev. Mitchell y Evloev estaban programados previamente para encabezar UFC Fight Night: Rodriguez vs. Lemos en noviembre de 2022, pero Evloev se retiró debido a una lesión. A su vez, Mitchell se retiró en la semana del evento por una lesión de hombro no revelada y fue sustituido por Diego Lopes.
Se esperaba un combate de peso ligero entre Charles Oliveira y Beneil Dariush como co-evento principal. Sin embargo, Oliveira se retiró debido a una lesión no revelada. El combate fue reprogramado más tarde y trasladado a UFC 289.
Se espera que Gilbert Burns y Belal Muhammad compitan en un combate a cinco asaltos en el peso wélter en el evento coprincipal.
Se esperaba un combate de peso gallo entre Daniel Santos y Johnny Muñoz Jr. para este evento, pero fue cancelado después de que Santos se retirara debido a una lesión no revelada.
En el pesaje, Joseph Holmes pesó 189 libras, tres libras por encima del límite del peso medio. Su combate continuó con el peso acordado y se le impuso una multa del 20% de su bolsa, que fue a parar a manos de su oponente, Claudio Ribeiro.

## Resultados
1. ↑  Por el Campeonato de Peso Gallo de la UFC.

## Premios de bonificación
Los siguientes luchadores recibieron bonificaciones de $50000 dólares.
- Pelea de la Noche: Movsar Evloev vs. Diego Lopes
- Actuación de la Noche: Yan Xiaonan y Matt Frevola